# Norra Tjusts härad
Norra Tjusts härad var ett härad i Kalmar län i smålandet Tjust. Det motsvaras idag av en del av Västerviks, Valdemarsviks och Åtvidabergs kommuner. Häradets areal var 1 359,59 kvadratkilometer varav 1 241,78. 1930 fanns här 18 073 invånare. Arealen var fördelad på 22 854 hektar åker- och 73 130 hektar skogsmark. Tingsplats var till 1959 Gamleby, därefter Västervik. Häradet bildades 1675 när Tjusts härad delades upp i Södra Tjusts härad och Norra Tjusts härad.

## Namnet
Namnet skrevs omkring 1120 Teuste och är troligen övertaget från tingsplatsen. Det tros betyda "den dånande" eller "den våldsamma" och har ansetts gå tillbaka på ett fjärd-, å- eller vattenfallsnamn. Enligt en annan teori är namnet avlett av ordet thiudh som betyder "folk".

## Socknar
Norra Tjusts härad omfattade tio socknar:
I Västerviks kommun
- Dalhem (före 1887 även del i Kinda härad)
- Lofta
- Loftahammar
- Ukna
- Västra Ed

1931 bildades
- Överums socken genom utbrytningar av delar ur socknarna Gamleby, Dalhem, Ukna, Västra Ed och Lofta.

I Åtvidabergs kommun och Östergötlands län
- Gärdserum
- Hannäs

I Valdemarsviks kommun och Östergötlands län
- Tryserum
- Östra Ed

## Geografi
Området gränsade i norr och nordväst mot Hammarkinds, Skärkinds, Bankekind samt Kinda härader i Östergötland, och i söder mot Södra Tjusts härad. Trakten består av berg och skog och sjöar. Kusten är bruten med Tjusts skärgård.
Gästgiverier har funnits i Ingelsbo (Tryserum), Knappekulla (Tryserum), Långrådna (Östra Ed), Bodsgård (Gärdserum), Solvestad (Hannäs), kyrkbyn i Dalhems socken, Vida (Lofta), Fästad (Lofta), Bogvik (Loftahammar) och Lislekutt (Listlehult, Västra Ed).

## Slott och herrgårdar
Västra Eds socken: Vinäs säteri byggt på grunden till det tidigare Vinäs slott, Eds säteri, Åsleviks herrgård, Hellerö säteri, Forsby säteri och Troserums herrgård.
Östra Eds socken: Kråkviks säteri, Vindö säteri, Åsviks herrgård och Glo herrgård.
Tryserums socken: Fågelviks herrgård med Fågelviks borgruin, Skönero herrgård, Hornsbergs slott, Snällebo herrgård och Vittviks säteri.
Ukna socken: Stensnäs herrgård och Melby herrgård.
Dalhems socken: Tyllinge säteri.
Lofta socken: Åkerholms säteri, Överums bruk, Nygårds säteri, Vinö säteri, Ottinge säteri och Hasselby säteri.
Loftahammars socken: Gränsö herrgård, Bjursunds säteri,
Gärdserums socken: Kvistrums säteri.
Hannäs socken: Röhälls säteri, Hägerstads slott och Grävsätters herrgård.

## Län, fögderier, tingslag, domsagor och tingsrätter
Häradet hörde till Kalmar län och från 1971 finns även delar i Östergötlands län. Församlingarna tillhör(de) Linköpings stift.
Häradets socknar hörde till följande fögderier:
- 1720-1863 Norra och Södra Tjusts fögderi
- 1864-1945 Tjusts fögderi
- 1946-1990 Västerviks fögderi

Gärdserums och Hannäs socknar tillhörde från 1971 Linköpings fögderi.

Östra Eds och Tryserums socknar tillhörde från 1971 Norrköping fögderi.
Häradets socknar tillhörde följande tingslag, domsagor och tingsrätter:
- 1675-1864 Norra och Södra Tjusts tingslag
- 1865-1872 Norra Tjusts tingslag
- 1873-1968 Norra och Södra Tjusts tingslag, från 1936 benämnd Tjusts domsagas tingslag

Dessa ingick i Tjusts domsaga, före 1936 även benämnd Norra och Södra Tjusts domsaga
- 1969-1970 Västerviks domsagas tingslag i Västerviks domsaga

- 1971-2005 Västerviks tingsrätt och dess domsaga för socknarna i Västerviks kommun
- 2005- Kalmar tingsrätt och dess domsaga för socknarna i Västerviks kommun

Gärdserums och Hannäs socknar hörde från 1971 till Linköpings tingsrätt, Östra Eds och Tryserums socknar från 1971 till Norrköpings tingsrätt.